# 云南牛栓藤
云南牛栓藤（学名：Connarus yunnanensis）为牛栓藤科牛栓藤属的植物。分布在缅甸以及中国大陆的广西、云南等地，多生长在潮湿密林中，目前尚未由人工引种栽培。
其种加词 yunnanensis 意为“云南的”。